# Unione Sportiva Cavese 1923-1924
Questa pagina raccoglie i dati riguardanti la Unione Sportiva Cavese nelle competizioni ufficiali della stagione 1923-1924.

## Rosa
| N. |                   | Ruolo | Calciatore     |
| -- | ----------------- | ----- | -------------- |
|    | Italia (bandiera) | P     | Pasquarelli    |
|    | Italia (bandiera) | P     | Sorriento      |
|    | Italia (bandiera) | P     | Vescovi        |
|    | Italia (bandiera) | D     | Rescigno       |
|    | Italia (bandiera) | D     | Guasco         |
|    | Italia (bandiera) | D     | Chierici       |
|    | Italia (bandiera) | C     | Bruna          |
|    | Italia (bandiera) | C     | Carlo Fracchia |
|    | Italia (bandiera) | C     | Iovane         |

| N. |                   | Ruolo | Calciatore |
| -- | ----------------- | ----- | ---------- |
|    | Italia (bandiera) | C     | Luciani    |
|    | Italia (bandiera) | A     | Monticelli |
|    | Italia (bandiera) | A     | Accarino   |
|    | Italia (bandiera) | A     | Mazza      |
|    | Italia (bandiera) | A     | Tavella    |
|    | Italia (bandiera) | A     | Rastelli   |
|    | Italia (bandiera) | A     | Carleo     |
|    | Italia (bandiera) | A     | Mombelli   |

## Risultati

### Prima Divisione

#### Girone campano

##### Girone di andata
| Arbitro: | Filosa (Napoli) |

|         |           |                                  |
| Coppola | Marcatori | ?’, ?’ Rastelli Accarino Tavella |

| Arbitro: | Argento (Napoli) |

|                 |           |           |
| Bobbio 52’, 75’ | Marcatori | 77’ Bruna |

| Arbitro: | Filosa (Napoli) |

|                                                            |           |                         |
| Fracchia 5’ (rig.) Tavella 44’, 65’ Rastelli 66’ Bruna 68’ | Marcatori | 22’ Kargus 60’ Giordano |

| Arbitro: | Reichlin (Napoli) |

|           |           |                     |
| Bruna 34’ | Marcatori | 48’ (rig.) Gigliesi |

| Arbitro: | Senes (Napoli) |

|                                 |           |           |
| Canterini 3’, 86’ Sarnataro 67’ | Marcatori | 72’ Bruna |

##### Girone di ritorno
| Cava de' Tirreni 27 gennaio 1924 6ª giornata | Cavese         | 0 – 2 A tav. | Stabia | \| Arbitro: \| Barra (Napoli) \| |
| Arbitro:                                     | Barra (Napoli) |              |        |                                  |

| Arbitro: | Senes (Napoli) |

|  |           |                           |
|  | Marcatori | 9’, 35’ Bobbio 82’ Orsini |

| Arbitro: | Trama (Torre Annunziata) |

|  |           |             |
|  | Marcatori | 25’ Tavella |

| Arbitro: | Pauzano (Castellammare di Stabia) |

|  |           |              |
|  | Marcatori | 20’ Accarino |

| Arbitro: | Trama (Torre Annunziata) |

|                                    |           |            |
| Tavella 20’ Marra 30’ Accarino 88’ | Marcatori | 70’ Parodi |

## Statistiche

### Statistiche di squadra
| Competizione             | Punti | In casa | In casa | In casa | In casa | In casa | In casa | In trasferta | In trasferta | In trasferta | In trasferta | In trasferta | In trasferta | Totale | Totale | Totale | Totale | Totale | Totale | DR |
| Competizione             | Punti | G       | V       | N       | P       | Gf      | Gs      | G            | V            | N            | P            | Gf           | Gs           | G      | V      | N      | P      | Gf     | Gs     | DR |
| ------------------------ | ----- | ------- | ------- | ------- | ------- | ------- | ------- | ------------ | ------------ | ------------ | ------------ | ------------ | ------------ | ------ | ------ | ------ | ------ | ------ | ------ | -- |
| Prima Divisione-Campania | 11    | 5       | 2       | 1       | 2       | 9       | 9       | 5            | 3            | 0            | 2            | 8            | 6            | 10     | 5      | 1      | 4      | 17     | 15     | +2 |

### Statistiche dei giocatori
| Giocatore   | Prima Divisione | Prima Divisione |
| Giocatore   | Presenze        | Reti            |
| ----------- | --------------- | --------------- |
| Accarino    | 6               | 3               |
| Bruna       | 10              | 4               |
| Carleo      | 1               | 0               |
| Chierici    | 2               | 0               |
| C. Fracchia | 10              | 1               |
| Guasco      | 10              | 0               |
| Iovane      | 10              | 0               |
| Luciani     | 5               | 0               |
| Mazza       | 6               | 1               |
| Mombelli    | 1               | 0               |
| Monticelli  | 8               | 0               |
| Pasquarelli | 4               | -4              |
| Rastelli    | 10              | 3               |
| Rescigno    | 10              | 0               |
| Sorriento   | 1               | -2              |
| Tavella     | 10              | 5               |
| Vescovi     | 6               | -7              |

## Notizie
1. ↑  La partita del 28 ottobre 1923 non fu disputata per l'assenza dell'arbitro venendo recuperata il 17 febbraio 1924.
2. ↑  La partita del 2 dicembre 1923 fu rinviata al 27 gennaio 1924 per impraticabilità del campo.
3. ↑  Sul campo 1-1 (16' Ferraiuolo, 70' rig. Fracchia), a tavolino per incidenti.
4. ↑  Fontanelli, pp. 82-83.